# Boško Abramović
Boško Abramović, cyr. Бошко Абрамовић (ur. 14 lutego 1951 w Zrenjaninie, zm. 19 grudnia 2021) – serbski szachista i trener szachowy (FIDE Senior Trainer od 2013), arcymistrz od 1984 roku.

## Kariera szachowa
Był wielokrotnym finalistą indywidualnych oraz drużynowych mistrzostw Jugosławii. W klasyfikacji indywidualnej, kilka razy zajmował miejsca w pierwszej dziesiątce (m.in. 1985 i 1995 – VII m., 1994 – VIII m.). W 1981 r. wystąpił w reprezentacji kraju na rozegranych w Atenach drużynowych mistrzostwach państw bałkańskich, zdobywając złoty medal. W 2006 r. podzielił IV-V miejsce w mistrzostwach Serbii i Czarnogóry (w Pančevie), podzielił również II-VI m. w mistrzostwach Serbii (we Vrnjačkiej Banji).
W 1993 r. zwyciężył w rozegranym w Kladovie turnieju strefowym i zdobył awans do turnieju międzystrefowego w Biel/Bienne, w którym podzielił 16-20. miejsce (w stawce 73 uczestników). Inne sukcesy na arenie międzynarodowej odniósł m.in. w:
- Pamporowie (1982, I m.),
- Reykjavíku (1982, II m. za Lwem Alburtem),
- Vrnjačkiej Banji (1983, dz. I m. wspólnie z Nickiem de Firmianem, Slavoljubem Marjanoviciem i Zenonem Franco Ocamposem),
- Niszu (1983, dz. I m. wspólnie z Wencisławem Inkiowem),
- Borze (1983, dz. II m. za Slavoljubem Marjanoviciem, wspólnie z Władimirem Tukmakowem),
- Belgradzie (1984, I m.),
- Vrnjačkiej Banji (1988, I m.),
- Berlinie (1989, I m.),
- Atenach (1989, turniej Acropolis, II m. za Petyrem Welikowem)[4],
- Belgradzie (2002 – dwukrotnie I m., samodzielnie oraz wspólnie z Miłko Popczewem),
- Opatii (2003, dz. I m. wspólnie ze Zlatko Topaloviciem(inne języki) i Giennadijem Timoszczenko),
- Bijelo Polje (2004, dz. II m. za Draganem Solakiem, wspólnie z Dragisą Blagojeviciem),
- Belgradzie (2005 – dwukrotnie dz. I m., wspólnie z Igorem Miladinoviciem oraz w Dejanem Nestoriviciem(inne języki)),
- Vršacu (2006, turniej otwarty memoriału Borislava Kosticia, dz. I m. wspólnie z m.in. Goranem Cabrilo, Dejanem Anticiem i Slobodanem Martinoviciem),
- Starej Pazovie (2007, dz. II m. za Aleksandarem Kovaceviciem, wspólnie z Alinem Berescu),
- Belgradzie (2008, dz. II m. za Milosem Pavloviciem, wspólnie z m.in. Dusanem Rajkoviciem i Iriną Czeluszkiną),
- Veliko Gradište (2008, I m.),
- Paraćinie (2009, dz. I m. wspólnie z Ewgenim Janewem i Zvonko Stanojoskim),
- Belgradzie (2009, dz. II m. za Marcinem Dziubą, wspólnie z m.in. Mirceą Parligrasem).

Najwyższy ranking w dotychczasowej karierze osiągnął 1 stycznia 2002 r., z wynikiem 2524 punktów zajmował wówczas 7. miejsce wśród jugosłowiańskich szachistów.